# Tom Chaplin
Thomas Oliver Chaplin est un auteur-compositeur-interprète, musicien et compositeur, né le 8 mars 1979 à Hastings au Sussex de l'Est. Toujours chanteur du groupe de musique britannique Keane, il tente sa carrière en solo dès 2016.

## Biographie

### Enfance et formations
Thomas Oliver Chaplin est né le 8 mars 1979 à Hastings dans l'East Sussex, Son père est directeur de  l'école Vinehall de Robertsbridge avec son ami Tim Rice-Oxley[réf. nécessaire]. Puis ils allèrent à Tonbridge School ensemble[réf. nécessaire]. C'est là qu'ils rencontrent rencontrèrent Richard Hughes et Dominic Scott[réf. nécessaire]. Il faisait partie de la chorale de son école[réf. nécessaire].
En 1997, Tim Rice-Oxley l'invite à rejoindre son groupe The Lotus Eaters, qui changera son nom en Cherry Keane[réf. nécessaire] ensuite. En juillet de cette même année, il part une année sabbatique en Afrique du Sud, d'où il revint le 8 juillet 1998[réf. nécessaire] pour commencer ses études d'histoire de l'art à l'Université d'Édimbourg[réf. nécessaire].

### Carrière
Le groupe Keane annonce, le 20 octobre 2013, « une pause » afin que les membres du groupe puissent passer du temps avec leurs proches : Tom Chaplin en profite donc pour sortir un album solo.
Le 26 août 2016 sort son premier single solo Quicksand chez Island, du premier album intitulé The Wave et distribué à partir d'octobre 2016.

## Vie privée
Tom Chaplin s'est marié à Natalie Dive en juin 2011. Ils ont eu une fille née le 20 mars 2014 et un fils en 2020. La famille vit à Wittersham dans le comté de Kent.

## Discographie

### Solo
- 2016 : The Wave
- 2017 : Twelve Tales of Christmas
- 2022 : Midpoint

### Avec Keane
- 2004 : Hopes and Fears
- 2006 : Under the Iron Sea
- 2008 : Perfect Symmetry
- 2010 : Night Train
- 2012 : Strangeland
- 2019 : Cause and Effect